# Abuqatrania
 Abuqatrania  ist eine ausgestorbene Gattung der Primaten, die vor rund 34 Millionen Jahren im Gebiet der heutigen Fossillagerstätte Fayyum in Ägypten vorkam. Die Gattung und ihre bislang einzige Art, Abuqatrania basiodontos, wurden im Jahr 2001 anhand der rechten Hälfte eines fossilen Unterkiefers mit vier erhalten gebliebenen Zähnen beschrieben. Die Gattung wurde als naher Verwandter und möglicher Vorfahre der Gattung Qatrania interpretiert, die wiederum als naher Verwandter von Parapithecus gilt.

## Namensgebung
Abuqatrania ist ein Kunstwort. Die Bezeichnung der Gattung ist abgeleitet von der rund 5 bis 6 Millionen Jahre jüngeren Gattung Qatrania, deren Fossilien – wie diejenigen von Abuqatrania – aus einer bis zu 340 Meter mächtigen Sedimentschicht, der in beiden Fällen namensgebenden Gebel-Qatrani-Formation, geborgen wurden. Die Vorsilbe verweist auf den arabischen Beinamen Abu mit der Bedeutung „Vater von“. Abuqatrania bedeutet demnach sinngemäß „Vater von Qatrania“. Das Epitheton der Typusart, basiodontos, ist zusammengesetzt aus den griechischen Wörtern βάσις (altgriechisch gesprochen básis, „Basis, Ursprung“) und οδόντα (odónta, „Zähne“) und deutet an, dass die Bezahnung von Abuqatrania der Erstbeschreibung zufolge „ursprünglicher“ ist als die Bezahnung von Qatrania.

## Erstbeschreibung
Der Erstbeschreibung von Gattung und Typusart liegt als Holotypus die rechte Hälfte eines sehr kleinen Unterkiefers mit erhaltenem Prämolar P4, drei Molaren (M1 bis M3) und Teilen der Zahnwurzel von Prämolar P3 zugrunde (Sammlungsnummer CGM 42841). Erhalten geblieben ist ferner der größte Teil des aufsteigenden Unterkieferasts (Ramus mandibulae) mit dem Kronfortsatz (Processus coronoideus mandibulae). Als Paratypen wurde ein zweiter rechter Unterkiefer mit drei noch vorhandenen Molaren (M1–M3) benannt. Fundstelle war der als lower sequence bekannte, untere Fundhorizont der Gebel Qatrani Formation von Quarry L-41.
Abuqatrania weise deutliche „morphologische Ähnlichkeiten“ mit Qatrania auf, heißt es in der Erstbeschreibung, sei aber erheblich älter als die Fossilien dieser Gattung und zudem in gewisser Weise „ursprünglicher“. Anhand der Größe der Molaren wurde berechnet, welches mutmaßliche Körpergewicht die Tiere zu Lebzeiten besaßen – im Mittel wohl 340 Gramm, wobei jedoch eine recht große Streuung von 172 bis 679 Gramm vermerkt wurde. Ausgehend vom Mittelwert wurde wiederum – aus energetischen Gründen – geschlossen, dass Abuqatrania basiodontos sich nicht überwiegend von Blättern ernährt haben kann, sondern in erster Linie von Früchten.
Obwohl jeweils nur wenige Fossilien der diversen Affenarten in Fayyum erhalten geblieben sind, versuchten die Autoren der Erstbeschreibung, die stammesgeschichtliche Nähe von Abuqatrania basiodontos zu anderen Arten zu rekonstruieren. Demnach besteht die größte verwandtschaftliche Nähe zu Qatrania wingi, gefolgt von den Arten der Gattungen Apidium und Parapithecus. Die enge verwandtschaftliche Nähe von Abuqatrania und Qatrania hat dazu geführt, dass der Zuordnung ihrer Fossilien zu getrennten Gattungen widersprochen wurde: Christopher Beard hat Abuqatrania beispielsweise als bloßes Synonym für die Gattung Qatrania ausgewiesen und die Fossilien zu Qatrania basiodontos gestellt.

## Belege
1. 1 2 3  Elwyn L. Simons, Erik R. Seiffert, Prithijit S. Chatrath und Yousry Attia: Earliest record of a parapithecid anthropoid from the Jebel Qatrani Formation, northern Egypt. In: Folia Primatologica. Band 72, 2001, S. 316–331, doi:10.1159/000052748, Volltext
2. ↑  Erik R. Seiffert, Marcelo F. Tejedor, John G. Fleagle, Nelson M. Novo, Fanny M. Cornejo, Mariano Bond, Dorien de Vries und Kenneth E. Campbell Jr.: A parapithecid stem anthropoid of African origin in the Paleogene of South America. In: Science. Band 368, 2020, S. 194–197, doi:10.1126/science.aba1135
3. ↑  K. Christopher Beard: Anthropoid origins. Kapitel 19 in: David R. Begun (Hrsg.): A Companion to Paleoanthropology. Blackwell Publishing 2013, S. 358–375, ISBN 978-1-44433116-5.